# 암피오니데스 레이나우디
암피오니데스 레이나우디(Amphionides reynaudii)는 암피오니데스목(Ampionidacea)의 유일종이다. 크기가 아주 작고 부유하는 갑각류이며, 전 세계의 열대 해양에서 발견된다. 수심이 얕은 물에서는 대부분 유충이, 좀더 깊은 곳에서는 성체가 산다.